# Haliactinidae
Haliactinidae is een familie van neteldieren uit de orde van de Actiniaria (zeeanemonen). 

## Geslachten
- Halcampactis Farquhar, 1898
- Haliactis Carlgren, 1921
- Pelocoetes Annandale, 1915
- Phytocoeteopsis Panikkar, 1936
- Phytocoetes Annandale, 1915
- Stephensonactis Panikkar, 1936